# Мадам Симон
Симона Ле Баржи, госпожа Симона, собственно Полин Бенда (фр. Pauline Benda, Simone Le Bargy, Madame Simone; 3 апреля 1877, Париж — 7 октября 1985, Монжерон, департамент Эсон) — французская актриса
, писательница, хозяйка литературного салона.
Из богатой еврейской семьи, по материнской линии принадлежала к роду Рейнах, двоюродная сестра писателя и публициста Жюльена Бенда. Дебютировала на сцене в 1902, выступала на сценах Комеди Франсэз, парижских театров Жимназ, Ренессанс, Порт-Сент-Мартен, Сары Бернар и др. в пьесах Ростана, Пиранделло, Анри Батая, Жоржа де Порто-Риша, Анри Бернстайна.
Первый муж — актёр, режиссёр, педагог Шарль Ле Баржи (1858—1936). Второй — Клод Казимир-Перье (1880—1915), сын президента Французской республики Жана Казимира-Перье, он погиб на фронте Первой мировой войны. Третий муж — драматург, эссеист Франсуа Порше (1877—1944), в чьих пьесах Симона играла. Принимала в своем имении Три-Ла-Виль (Пикардия) Алена-Фурнье, Шарля Пеги, Жана Кокто и др.
Много лет входила в жюри премии Фемина (1935—1985). Автор нескольких пьес, в том числе биографической драмы «Эмили Бронте» (1945). Оставила мемуары «Настоящий роман» (1954, переизд. 1957). В 1992 г. была издана её переписка с Аленом-Фурнье.
Лауреат Большой литературной премии Французской академии (1960). Командор Ордена Почётного легиона.
Симона Ле Баржи умерла в 1985 году.